# Grupiara (geslacht)
Grupiara is een kevergeslacht uit de familie van de boktorren (Cerambycidae). De wetenschappelijke naam van het geslacht werd voor het eerst geldig gepubliceerd in 2010 door Martins & Santos-Silva.

## Soorten
Grupiara is monotypisch en omvat slechts de volgende soort:
- Grupiara viridis (Gounelle, 1911)